# Franz Joseph Julius Wilbrand
Franz Joseph Julius Wilbrand (* 6. November 1811 in Gießen; † 6. Juli 1894 ebenda) war ein deutscher Gerichtsmediziner und Vater des Chemikers Julius Bernhard Friedrich Adolph Wilbrand (1839–1906), des Landwirtschaftslehrers Ferdinand Wilbrand (1840–1914, Professor und Direktor der Landwirtschaftsschule Hildesheim), des Finanzministers und Oberforstrats Wilhelm Wilbrand (1842–1922) und des Neuro-Ophtalmologen Hermann Wilbrand (1851–1935).

## Leben
F. J. Julius Wilbrand studierte Medizin in Gießen unter anderem bei seinem Vater, dem Gießener Anatomen und Physiologen Johann Bernhard Wilbrand (1779–1846), und seinem Onkel, dem Gynäkologen Ferdinand von Ritgen (1787–1867). Er promovierte 1833, wurde dann Assistent am akademisch chirurgischen Hospital in Gießen und später dort Prosektor sowie 1840 außerordentlicher Professor für gerichtliche Medizin und Hygiene. 1843 erhielt er die ordentliche Professur, die er bis zu seinem Ruhestand 1888 innehatte. Wilbrand war einer der Ersten, der mit Kreosot Heilversuche an Scrofulose-Kranken machte. Seine übrigen Arbeiten befassten sich mit Anatomie und gerichtlicher Medizin.

## Schriften (Auswahl)
- Beiträge zur Würdigung der arzneilichen Wirkung des Kreosot's, Giessen 1834
- Anatomie und Physiologie der Centralgebilde des Nervensystems, Giessen 1840
- Lehrbuch der gerichtlichen Psychologie für Aerzte und Juristen, Erlangen 1858
- Von den Lebensaltern des Menschen und der menschlichen Lebensdauer, Stuttgart 1876
- Ueber das Wesen des Menschen vom gerichtlich-medicinischen Standpunkte aus, Giessen 1882